# Факултет техничких наука Универзитета у Крагујевцу
Факултет техничких наука (скраћено ФТН) је високообразовна установа у Чачку и део је Универзитета у Крагујевцу. Основан је 18. новембра 1975. као Педагошко-технички факултет, док је 1986. преименован у Технички факултет. Данашњи назив је усвојио 2012. Актуелни декан је Данијела Милошевић.

## Историјат
Основан 1975. године као Педагошко-технички факултет са смеровима који су образовали будуће професоре машинства, електротехнике и техничког образовања.
Образовна делатност је проширена 1982. године, када се почело са школовањем дипломираних инжењера машинства и електротехнике. Факултет се развијао у складу са развојем привредног окружења. Стални научно-истраживачки рад и иновирање студијских програма били су разлог да ова образовно- научна установа 1986. године промени назив у Технички факултет- Чачак. Стручна звања стицана на Техничком факултету у том периоду била су: 
- дипломирани инжењер електротехнике за индустријску енергетику
- дипломирани инжењер електротехнике за електроенергетске системе
- инжењер машинства
- инжењер електротехнике
- професор техничког образовања.

У саставу Факултета пословала је Виша техничка школа, која од 1988. године ради као самостална установа. 
Као резултат уочавања повезаности значаја рачунарства и информатике са другим областима технике, од школске 1992-1993. године на Техничком факултету су заступљене нове наставне групе на којима су се образовали: 
- дипломирани инжењери електротехнике за мехатронику и
- професори технике и информатике.

Непрекидно унапређење наставних активности и осавремењавање наставних планова, резултовало је од школске 1998/1999. години новим смеровима: рачунарска техника и индустријски менаџмент, на којима су се школовали дипломирани инжењери електротехнике за рачунарску технику и дипломирани инжењери индустријског менаџмента.
Због трансформација привредног окружења и наглог пораста броја малих и средњих предузећа, уочена је потреба за предузетничким образовањем. На трогодишње - струковне студије Предузетничког менаџмента прва генерација будућих инжењера менаџмента (предузетничког) уписана је у школској 2006-2007. години.
Акредитацијом Факултета и студијских програма 2009. године, потврђено је да је Технички факултет у потпуности ускладио образовно- наставни процес са европским системом високог образовања. На нове акредитоване студијске програме прва генерација студената уписана је школске 2009-2010. године.
Октобра 2012. године, факултет мења назив у Факултет техничких наука.
У редовном циклусу акредитације, сви студијски програми и установа су поново успешно акредитовани 2014. године.

## Руководеће тело Факултета
Руководство Факултета техничких наука чине декан
- проф. др Данијела Милошевић

и продекани
- проф. др Небојша Митровић (продекан за науку и међународну сарадњу),
- доцент др Милан Плазинић (продекан за наставу),
- проф. др Снежана Драгићевић (продекан за финансије),
- студент Алекса Јовичић (студент-продекан).

Савет Факултета чине чланови наставног и ненаставног особља Факултета, представници студената и представници Владе Републике Србије, која је оснивач Факултета.
Паралелно са образовном делатношћу на техничком факултету се одвија и интензивна научно-истраживачка делатност која ја кулминирала одбранама већег броја магистарских и докторских теза. Факултет је током свог постојања оствари плодну сарадњу са многим домаћим и иностраним институцијама из домена науке и привреде. Посебно треба нагласити дугогодишњу сарадњу са српском академијом наука и уметности у области савремених материјала.

## Студијски програми
| Основне академске студије - Информационе технологије - Електротехника - Информационе технологије у машинству - Инжењерски менаџмент - Мехатроника - Рачунарско и софтверско инжењерство Мастер академске студије - Електротехничко и рачунарско инжењерство - Информационе технологије - Инжењерски менаџмент - Мехатроника - Предузетнички менаџмент Докторске академске студије - Електротехничко и рачунарско инжењерство - Информационе технологије - Инжењерски менаџмент - Мехатроника | Основне струковне студије - Графичка техника - Машинство и инжењерска информатика - Електротехника и рачунарство - Информационе технологије - Производни и еколошки менаџмент - Одевно инжењерство и дизајн Мастер струковне студије - Електротехника и рачунарство - Машинство и инжењерска информатика - Производно инжењерство |

## Катедре
- Катедра за математику
- Катедра за физику и материјале
- Катедра за информационе технологије
- Катедра за рачунарску технику, аутоматику и телекомуникације
- Катедра за општу електротехнику и електронику
- Катедра за електроенергетику
- Катедра за индустријски менаџмент
- Катедра за производно машинство
- Катедра за механику и машинске конструкције
- Катедра за опште машинство
- Катедра за педагошко-техничке науке